# Acrocercops pertenuis
Acrocercops pertenuis là một loài bướm đêm thuộc họ Gracillariidae. Loài này có ở Queensland.